# Frank Fragale
Frank Fragale (Francisco D. Fragale, * 1. Dezember 1894 in Sciara; † 1955) war ein US-amerikanischer Komponist italienischer Herkunft.
Fragale studierte am Conservatorio de Musica "Vincenzo Bellini" in Palermo. 1911 erkrankte er auf einer Konzertreise mit einer italienischen Militärkapelle in Kalifornien. Er arbeitete zunächst als Theatermusiker und wurde 1912 Mitglied, vermutlich 1915 Erster Klarinettist des San Francisco Symphony Orchestra, dem er bis 1955 angehörte. Fragale studierte die Bernhard Ziehn Methode symmetrisch umkehrbare Harmonielehre und Kontrapunkt mit Ziehn Schüler in der Symphony, Julius Gold (später von Los Angeles). Pierre Monteaux oft verfochten seine Musik.
Seine bedeutendsten Werke sind die Oper Dr. Jekyll und Mr. Hyde, die 1953 am Berkeley Garfield Theater unter Leitung von Earl Bernard Murray und Marsden Argall uraufgeführt wurde und die für Boris Blinder geschriebene Fantasia for Cello and Orchestra, die beim Dritten Internationalen Viottiwettbewerb eine ehrende Erwähnung fand.